# Characidiinae
Characidiinae – podrodzina słodkowodnych ryb promieniopłetwych z rodziny Crenuchidae.

## Zasięg występowania
Podrodzina obejmuje gatunki występujące w słodkich wodach Ameryki Środkowej i Południowej.

## Podział systematyczny
Do podrodziny należą następujące rodzaje:
- Ammocryptocharax Weitzman & Kanazawa, 1976
- Characidium Reinhardt, 1867
- Elachocharax Myers, 1927
- Klausewitzia Géry, 1965 – jedynym przedstawicielem jest Klausewitzia ritae Géry, 1965
- Leptocharacidium Buckup, 1993 – jedynym przedstawicielem jest Leptocharacidium omospilus Buckup, 1993
- Melanocharacidium Buckup, 1993
- Microcharacidium Buckup, 1993
- Odontocharacidium Buckup, 1993
- Skiotocharax Presswell, Weitzman & Bergquist, 2000 – jedynym przedstawicielem jest Skiotocharax meizon Presswell, Weitzman & Bergquist, 2000